# بوروندي
بوروندي، أو رسميًا جمهورية بوروندي هي دولة غير ساحلية في الوادي المتصدع الكبير عند التقاطع بين منطقة البحيرات الكبرى الأفريقية وشرق إفريقيا. تحدها رواندا من الشمال وتنزانيا من الشرق والجنوب الشرقي وجمهورية الكونغو الديمقراطية من الغرب. تقع بحيرة تنجانيقا على طول حدودها الجنوبية الغربية. العاصمتان هي جيتيغا وبوجومبورا، وهذه الأخيرة هي أكبر مدينة في البلاد.
عاشت شعوب التوا والهوتو والتوتسي في بوروندي لما لا يقل عن 500 عام. لأكثر من 200 عام من تلك السنوات، كانت بوروندي مملكة مستقلة، حتى بداية القرن العشرين، عندما أصبحت مستعمرة ألمانية. بعد الحرب العالمية الأولى وهزيمة ألمانيا، "انتدبت" عصبة الأمم بلجيكا. بعد الحرب العالمية الثانية، تحول هذا إلى إقليم مشمول بوصاية الأمم المتحدة . حكم كل من الألمان والبلجيكيين بوروندي ورواندا كمستعمرة أوروبية تُعرف باسم رواندا أورندي. وعلى الرغم من المفاهيم الخاطئة الشائعة إلا أنه لم تكن بوروندي ورواندا تحت حكم مشترك حتى وقت الاستعمار الأوروبي لأفريقيا.
حصلت بوروندي على استقلالها في عام 1962 وكان لها نظام ملكي في البداية، لكن سلسلة من الاغتيالات والانقلابات والمناخ العام من عدم الاستقرار الإقليمي توجت بإنشاء جمهورية ودولة الحزب الواحد في عام 1966. أدت نوبات التطهير العرقي، وفي نهاية المطاف حربان أهليتان وإبادة جماعية خلال السبعينيات ومرة أخرى في التسعينيات، إلى مئات الآلاف من القتلى، مما ترك الاقتصاد غير متطور وجعل السكان من أفقر سكان العالم. شهد عام 2015 صراعًا سياسيًا واسع النطاق حيث اختار الرئيس بيير نكورونزيزا الترشح لولاية ثالثة في منصبه، وفشلت محاولة الانقلاب وانتقد أعضاء المجتمع الدولي الانتخابات البرلمانية والرئاسية على نطاق واسع.
الدولة ذات السيادة في النظام السياسي في بوروندي هي جمهورية ديمقراطية تمثيلية رئاسية تقوم على دولة متعددة الأحزاب. رئيس بوروندي هو رأس الدولة ورئيس الحكومة. يوجد حاليا 21 حزبا مسجلا في بوروندي. في 13 مارس 1992، وضع زعيم الانقلاب التوتسي بيير بويويا دستورًا، والذي نص على عملية سياسية متعددة الأحزاب وعكس التنافس متعدد الأحزاب. بعد ست سنوات، في 6 يونيو 1998، غُير الدستور، وزيدت مقاعد الجمعية الوطنية ووضع أحكام لنانبين للرئيس. سنت بوروندي بسبب اتفاقية أروشا حكومة انتقالية في عام 2000. في أكتوبر / تشرين الأول 2016، أبلغت بوروندي الأمم المتحدة بنيتها الانسحاب من المحكمة الجنائية الدولية.
لا تزال بوروندي مجتمعًا ريفيًا في المقام الأول، حيث يعيش 13.4% فقط من السكان في المناطق الحضرية في عام 2019.  تبلغ الكثافة السكانية حوالي 315 شخصًا لكل كيلومتر مربع وهي ثاني أعلى نسبة في إفريقيا جنوب الصحراء. ما يقرب من 85 % من السكان هم من أصل عرقي الهوتو، و 15 % من التوتسي، وأقل من 1 % من السكان الأصليين التوا. اللغات الرسمية لبوروندي هي الكيروندية والفرنسية والإنجليزية، حيث يُعترف بالكيروندية رسميًا لغةً وطنية وحيدة.
تُستخدم أراضي بوروندي، وهي واحدة من أصغر البلدان في إفريقيا، في الغالب للزراعة المعيشية والرعي، مما أدى إلى إزالة الغابات وتآكل التربة وتدمير البيئة. اعتبارًا من 2005، أُزيلت الغابات في البلاد بشكل شبه كامل، مع أقل من 6% من أراضيها مغطاة بالأشجار وأكثر من نصف هذه الأراضي عبارة عن مزارع تجارية.
بوروندي هي أفقر دولة في العالم وفقًا لنصيب الفرد من الناتج المحلي الإجمالي، حيث بلغ 272 دولارًا في عام 2022، وأقل البلدان نموًا، وتواجه انتشارًا للفقر والفساد وعدم الاستقرار والاستبداد والأمية .
تتميز بوروندي بكثافة سكانية عالية، ويهاجر العديد من الشباب بحثًا عن فرص في أماكن أخرى. صنف تقرير السعادة العالمي لعام 2018 الدولة على أنها الأقل سعادة في العالم برتبة 156. بوروندي عضو في الاتحاد الأفريقي والسوق المشتركة لشرق وجنوب أفريقيا والأمم المتحدة وحركة عدم الانحياز .

## التاريخ

### مملكة بوروندي
يعود الدليل الأول للدولة البوروندية إلى أواخر القرن السادس عشر حيث ظهرت على التلال الشرقية. توسعت على مدى القرون التالية، وضمت جيرانًا أصغر. كانت مملكة بوروندي، أو أورندي، في منطقة البحيرات الكبرى دولة يحكمها ملك تقليدي تحته عدة أمراء؛ كانت صراعات الخلافة شائعة. كان الملك، المعروف باسم الموامي (تترجم بمعنى الحاكم)، يرأس أرستقراطية الأميرية (جنوا) التي امتلكت معظم الأرض وتطلبت جزية، أو ضريبة، من المزارعين المحليين (بشكل رئيسي من الهوتو) والرعاة (بشكل رئيسي من التوتسي). اتسمت مملكة بوروندي بسلطة سياسية هرمية وتبادل اقتصادي رافد.
في منتصف القرن الثامن عشر، عززت قبيلة التوتسي السلطة على الأرض والإنتاج والتوزيع مع تطوير نظام ubugabire - وهي علاقة راعية-عميلة تلقى فيها السكان حماية ملكية في مقابل الجزية وحيازة الأراضي. بحلول هذا الوقت، كانت المحكمة الملكية تتكون من التوتسي-بانياروجورو، وكانوا يتمتعون بوضع اجتماعي أعلى من الرعاة الآخرين مثل التوتسي-هيما. في المستويات الدنيا من هذا المجتمع كان شعب الهوتو بشكل عام، وفي الجزء السفلي من الهرم كان التوا. فرغم ذلك كان للنظام بعض المرونة، فإن بعض أفراد الهوتو ينتمون إلى طبقة النبلاء وبهذه الطريقة كان لهم رأي في عمل الدولة.
لم يكن تصنيف الهوتو أو التوتسي قائمًا على المعايير العرقية وحدها. مُنح مزارعو الهوتو الذين تمكنوا من اكتساب الثروة والثروة الحيوانية بانتظام الوضع الاجتماعي الأعلى للتوتسي، حتى أن بعضهم تمكنوا من أن يصبحوا مستشارين مقربين لـ «جنوا». من ناحية أخرى، هناك أيضًا تقارير عن التوتسي فقدت جميع ماشيتهم ثم فقدت مكانتهم الأعلى وتم تسميتهم الهوتو. وبالتالي، كان التمييز بين الهوتو والتوتسي أيضًا مفهومًا اجتماعيًا وثقافيًا، بدلاً من مفهوم عرقي بحت. كما وردت تقارير عديدة عن حالات زواج بين الهوتو والتوتسي. بشكل عام، لعبت العلاقات الإقليمية والصراعات على السلطة القبلية دورًا أكثر تحديدًا في السياسة البوروندية من العرقية.
توقفت بوروندي عن كونها ملكية عندما تم عزل الملك نتاري الخامس نديزيي من قبل رئيس وزرائه ورئيس الأركان الكابتن ميشيل ميكومبيرو، الذي ألغى النظام الملكي وأعلن الجمهورية بعد انقلاب نوفمبر 1966.

### الاستعمار
من عام 1884، كانت شركة شرق إفريقيا الألمانية نشطة في منطقة البحيرات الكبرى الأفريقية. نتيجة لتوترات متزايدة ونزاعات حدودية بين شركة شرق إفريقيا الألمانية والإمبراطورية البريطانية وسلطنة زنجبار، دُعيت الإمبراطورية الألمانية لإخماد ثورة أبوشيري وحماية مصالح الإمبراطورية في المنطقة. نقلت شركة شرق إفريقيا الألمانية حقوقها إلى الإمبراطورية الألمانية في عام 1891، وبهذه الطريقة أنشأت المستعمرة الألمانية لشرق أفريقيا الألمانية، والتي شملت بوروندي (أوروندي) ورواندا وجزء من البر الرئيسي لتنزانيا (المعروفة سابقًا باسم تنجانيقا) ركزت الإمبراطورية الألمانية القوات المسلحة في رواندا وبوروندي خلال أواخر الثمانينيات من القرن التاسع عشر. كان موقع مدينة جيتيغا الحالية بمثابة مركز إداري لمنطقة رواندا-أوروندي.
خلال الحرب العالمية الأولى، أثرت حملة شرق إفريقيا بشكل كبير على منطقة البحيرات الكبرى الأفريقية. شنت قوى الحلفاء والإمبراطورية البريطانية وبلجيكا هجومًا منسقًا على المستعمرة الألمانية. اضطر الجيش الألماني المتمركز في بوروندي إلى التراجع بسبب التفوق العددي للجيش البلجيكي وبحلول 17 يونيو 1916، احتلت بوروندي ورواندا. ثم بدأ فورس بوبليك والبريطاني ليك فورس في التوجه للاستيلاء على تابورا، وهو مركز إداري لوسط شرق إفريقيا الألمانية. بعد الحرب، كما هو مبين في معاهدة فرساي، اضطرت ألمانيا إلى التنازل عن «السيطرة» على القسم الغربي من شرق أفريقيا الألمانية السابقة إلى بلجيكا.
في 20 أكتوبر 1924، أصبحت رواندا - أوروندي، التي كانت تتألف من رواندا وبوروندي الحديثة، منطقة الانتداب عصبة الأمم بلجيكية، مع أوسومبورا كعاصمتها. من الناحية العملية، اعتبرت جزءًا من الإمبراطورية البلجيكية الاستعمارية. واصلت بوروندي، كجزء من رواندا - أوروندي، الحكم الملكي لسلالتها على الرغم من غزو الأوروبيين.
لكن البلجيكيين احتفظوا بالعديد من مؤسسات المملكة، نجحت الملكية البوروندية في البقاء حتى فترة ما بعد الاستعمار. بعد الحرب العالمية الثانية، تم تصنيف رواندا - أوروندي على أنها إقليم وصاية دولية تحت السلطة الإدارية البلجيكية. خلال الأربعينيات، تسببت سلسلة من السياسات في حدوث انقسامات في جميع أنحاء البلاد. في 4 أكتوبر 1943، تم تقسيم السلطات في التقسيم التشريعي لحكومة بوروندي بين المشيخات والمشيخات الدنيا. المشيخات كانت مسؤولة عن الأرض، وتم إنشاء المشيخات الفرعية الدنيا. تتمتع السلطات الأصلية أيضًا بسلطات. في عام 1948، سمحت بلجيكا للمنطقة بتشكيل أحزاب سياسية. ساهمت هذه الفصائل في حصول بوروندي على استقلالها عن بلجيكا في 1 يوليو 1962.

### الاستقلال

علم مملكة بوروندي (1962-1966).

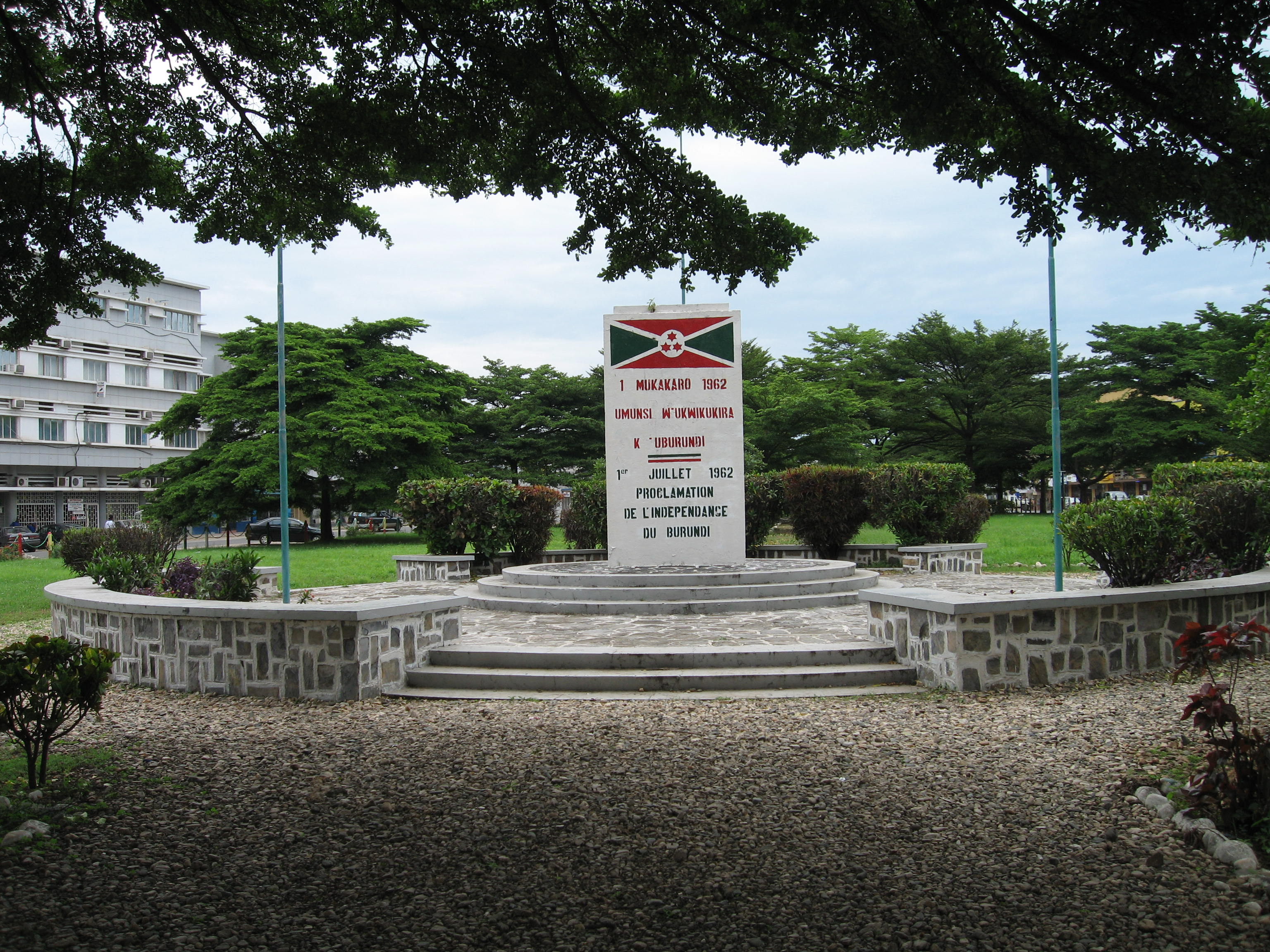
ساحة الاستقلال و النصب في بوجومبورا.

في 20 يناير 1959، طلب حاكم بوروندي موامي موامبوتسا الرابع استقلال بوروندي من بلجيكا وحل اتحاد رواندا-أوروندي. في الأشهر التالية، بدأت الأحزاب السياسية البوروندية في الدعوة إلى إنهاء الحكم الاستعماري البلجيكي والفصل بين رواندا وبوروندي. كان أول وأكبر هذه الأحزاب السياسية هو حزب الاتحاد من أجل التقدم الوطني (UPRONA).
تأثرت مساعي بوروندي من أجل الاستقلال بالثورة الرواندية وما صاحب ذلك من عدم استقرار وصراع عرقي حدث هناك. نتيجة للثورة الرواندية، وصل العديد من اللاجئين الروانديين التوتسي إلى بوروندي خلال الفترة من 1959 إلى 1961.
جرت أول انتخابات في بوروندي في 8 سبتمبر 1961 وحزب الاتحاد من أجل التقدم الوطني UPRONA، وهو حزب وحدة متعدد الأعراق بقيادة الأمير لويس رواغاسور فاز بحوالي 80% من أصوات الناخبين. في أعقاب الانتخابات، في 13 أكتوبر في عام 1961، أُغتيل الأمير رواغاسور، البالغ من العمر 29 عامًا، ويعد أحد أشهر الوطنيين القوميين في بوروندي تم اغتياله بعد مدة قصيرة من تعيينه رئيس للوزراء.
أعلنت البلاد الاستقلال في 1 يولية 1962، و غيرت اسمها من رواندا-أوروندي إلى بوروندي. أصبحت بوروندي ملكية دستورية مع موامي موامبوتسا الرابع (والد الأمير رواغاسور) بمثابة ملك البلاد. في 18 سبتمبر 1962 انضمت بوروندي إلى الأمم المتحدة.
في عام 1963، قام الملك موامبوتسا بتعيين رئيس للوزراء من الهوتو، بيير نجنداندوني، ولكنه أُغتيل في 15 يناير 1965 على يد روانديين من التوتسي يعملون لدى السفارة الأمريكية. حدث الاغتيال في السياق الأوسع لـ أزمة الكونغو التي واجهت خلالها البلاد الغربيةالمناهضة للشيوعية جمهورية الصين الشعبية الشيوعية أثناء محاولتها جعل بوروندي قاعدة لوجستية للمقاتلين الشيوعيين يقاتلون في الكونغو. الانتخابات البرلمانية في مايو 1965 جلبت أغلبية الهوتو إلى البرلمان، ولكن عندما عين الملك موامبوتسا رئيسًا للوزراء من التوتسي، شعر بعض الهوتو أن هذا كان غير عادل وزادت التوترات العرقية. في أكتوبر 1965، جرت محاولة انقلاب بقيادة الشرطة التي يسيطر عليها الهوتو لكنه فشل. سيطر التوتسي على الجيش، ثم بقيادة الكابتن الضابط التوتسي ميشيل ميكرومبيرو طهروا الهوتو من صفوفهم ونفذوا هجمات انتقامية أودت في نهاية المطاف بحياة ما يصل إلى 5000 شخص في مقدمة الإبادة الجماعية في بوروندي 1972.
الملك موامبوتسا، الذي كان قد فر من البلاد خلال انقلاب أكتوبر 1965، أطيح به انقلاب في يوليو 1966 وابنه المراهق الأمير نتاري الخامس ادعى العرش. في نوفمبر من نفس العام، قام رئيس الوزراء التوتسي، الكابتن آنذاك ميشيل ميكومبيرو، بتنفيذ الانقلاب، هذه المرة بإسقاط نتاري، وإلغاء الملكية وإعلان الأمة جمهورية، على الرغم من أن حكومته ذات الحزب الواحد كانت في الواقع دكتاتورية عسكرية. كرئيس، أصبح ميكومبيرو مدافعا عن الاشتراكية الأفريقية وحصل على دعم من جمهورية الصين الشعبية. فرض نظامًا قويًا من القانون والنظام وقمع بحدة عسكرية الهوتو.

### الحروب الأهلية والإبادة الجماعية
في أواخر أبريل 1972، أدى حدثان إلى اندلاع للإبادة الجماعية البوروندية الأولى. في 27 أبريل 1972، اندلع تمرد بقيادة أعضاء الهوتو من الدرك في مدينتي رمونجي ونيانزا لاك على ضفاف البحيرة وأعلن المتمردون جمهورية مارتيازو قصيرة العمر.  هاجم المتمردون التوتسي وأي من الهوتو الذين رفضوا الانضمام إلى تمردهم.  خلال تفشي الهوتو الأولي هذا، قتل في أي مكان من 800 إلى 1200 شخص. في الوقت نفسه، عاد ملك بوروندي نتاري الخامس من المنفى، مما زاد من التوتر السياسي في البلاد. في 29 أبريل 1972، قتل نتاري الخامس البالغ من العمر 24 عامًا. في الأشهر اللاحقة، استخدمت حكومة ميشيل ميكومبيرو التي يسيطر عليها التوتسي الجيش لمحاربة متمردي الهوتو وارتكاب الإبادة الجماعية، وقتل أعضاء مستهدفين من غالبية الهوتو. لم يتم تحديد إجمالي عدد الضحايا، لكن التقديرات المعاصرة تضع عدد القتلى بين 80.000 و 210.000. بالإضافة إلى ذلك، قُدر أن مئات الآلاف من الهوتو فروا من عمليات القتل إلى زائير ورواندا وتنزانيا.
بعد الحرب الأهلية والإبادة الجماعية، أصبحت ميكومبيرو مضطربة عقليًا وانسحبت. في عام 1976، قاد العقيد جان بابتيست باجازا، وهو من التوتسي، انقلابًا غير دموي للإطاحة بميكومبيرو وشرع في تعزيز الإصلاح. وضعت إدارته دستورًا جديدًا في عام 1981، والذي حافظ على وضع بوروندي كدولة ذات حزب واحد. في أغسطس 1984، انتخب باجازا رئيسًا للدولة. خلال فترة ولايته، قمع باغازا المعارضين السياسيين والحريات الدينية.
أطاح الرائد بيير بويويا (التوتسي) بقازا في عام 1987، وعلق الدستور وحل الأحزاب السياسية. أعاد الحكم العسكري من قبل لجنة عسكرية للإنقاذ الوطني (CSMN). الدعاية العرقية المناهضة للتوتسي التي نشرتها بقايا UBU لعام 1972، والتي أعيد تنظيمها باسم PALIPEHUTU في عام 1981، أدت إلى قتل الفلاحين التوتسي في الكوميونات الشمالية من Ntega و Marangara في أغسطس 1988. وقدرت الحكومة عدد القتلى بـ 5000 [بحاجة لمصدر]؛ اعتقدت بعض المنظمات غير الحكومية الدولية أن هذا يقلل من عدد القتلى.
لم يطلق النظام الجديد العنان للانتقام القاسي لعام 1972. تآكلت جهوده لكسب ثقة الجمهور عندما أصدر عفواً عن أولئك الذين دعوا إلى عمليات القتل ونفذوها ونسبوا لها الفضل. ووصف محللون هذه الفترة بأنها بداية «ثقافة الإفلات من العقاب». وضع محللون آخرون أصول «ثقافة الإفلات من العقاب» في وقت سابق، في عامي 1965 و 1972، عندما أطلق عدد صغير من الهوتو الذين تم التعرف عليهم عمليات قتل جماعية للتوتسي. [بحاجة لمصدر]
في أعقاب عمليات القتل، كتبت مجموعة من مثقفي الهوتو رسالة مفتوحة إلى بيير بويويا، تطلب فيها المزيد من تمثيل الهوتو في الإدارة. تم القبض عليهم وسجنهم. بعد بضعة أسابيع، عيّن بويويا حكومة جديدة، مع عدد متساو من وزراء الهوتو والتوتسي. عين أدريان سيبومانا (الهوتو) رئيسا للوزراء. كما أنشأ بويويا لجنة للتعامل مع قضايا الوحدة الوطنية. في عام 1992، أنشأت الحكومة دستورًا جديدًا ينص على نظام متعدد الأحزاب، ولكن اندلعت حرب أهلية.
قُتل ما يقدر بنحو 250.000 شخص في بوروندي من النزاعات المختلفة بين عامي 1962 و 1993. منذ استقلال بوروندي في عام 1962، وقعت عمليتان إبادة جماعية في البلاد: عمليات القتل الجماعي التي قام بها الجيش الذي يسيطر عليه التوتسي عام 1972، والقتل الجماعي للتوتسي في عام 1993 على يد غالبية الهوتو. وقد تم وصف كلاهما على أنهما إبادة جماعية في التقرير النهائي للجنة التحقيق الدولية لبوروندي الذي قدم في عام 2002 إلى مجلس الأمن التابع للأمم المتحدة.

### المحاولة الأولى للديمقراطية والحرب بين جيش التوتسي الوطني وسكان الهوتو
في يونيو 1993، فاز ملشيور ندادايي، زعيم الجبهة الديمقراطية التي يسيطر عليها الهوتو في بوروندي (FRODEBU)، بأول انتخابات ديمقراطية. أصبح أول رئيس دولة للهوتو، يقود حكومة موالية لهوتو. في أكتوبر 1993، اغتال جنود التوتسي نداداي، وهو عمل أدى إلى مقتل مئات الهوتو على يد جنود التوتسي. ويرجع ذلك إلى أن الجيش والشرطة البورونديين تجاوزوا 90% من التوتسي، وكان جميع كبار الضباط من التوتسي. رد الهوتو بقتل بعض التوتسي في المناطق الريفية وتشكيل مجموعة متمردة بعد ذلك. وقد أدى ذلك إلى سنوات من العنف بين متمردي الهوتو وجيش الأغلبية التوتسي. تشير التقديرات إلى مقتل حوالي 300.000 شخص، معظمهم من المدنيين، في السنوات التي تلت الاغتيال.
في أوائل عام 1994، انتخب البرلمان سيبريان نتارياميرا (الهوتو) لمنصب الرئيس. توفي هو وجوفينال هابياريمانا، رئيس رواندا، كلاهما من الهوتو، معًا عندما أسقطت طائرتهما في أبريل 1994. بدأ المزيد من اللاجئين في الفرار إلى رواندا. تم تعيين رئيس البرلمان، سيلفستر نتيبانتونغانيا (الهوتو) رئيسا في أكتوبر 1994. وتم تشكيل حكومة ائتلافية تضم 12 حزبا من أصل 13 حزبا. تم تجنب مذبحة مخيفة، ولكن العنف اندلع. قُتل عدد من اللاجئين الهوتو في بوجومبورا، العاصمة وقتها. انسحب اتحاد التوتسي من أجل التقدم الوطني من الحكومة والبرلمان.
في عام 1996، استولى بيير بويويا (توتسي) مرة أخرى على السلطة من خلال انقلاب. أوقف الدستور وأدى اليمين كرئيس في عام 1998. كانت هذه بداية ولايته الثانية كرئيس، بعد ولايته الأولى من 1987 إلى 1993. رداً على هجمات المتمردين، أجبرت الحكومة الكثير من السكان على الانتقال إلى اللاجئين المخيمات. في ظل حكم بويويا، بدأت محادثات سلام طويلة بوساطة جنوب إفريقيا. ووقع الطرفان اتفاقيات في أروشا وتنزانيا وبريتوريا بجنوب أفريقيا لتقاسم السلطة في بوروندي. واستغرقت الاتفاقيات أربع سنوات للتخطيط.

المتحاربون في حرب الكونغو الثانية. بوروندي تدعم المتمردين.

في 28 أغسطس 2000، تم التخطيط لإنشاء حكومة انتقالية لبوروندي كجزء من اتفاق أروشا للسلام والمصالحة. تم وضع الحكومة الانتقالية على أساس تجريبي لمدة خمس سنوات. بعد العديد من عمليات وقف إطلاق النار المجهضة، كانت خطة السلام لعام 2001 واتفاقية تقاسم السلطة ناجحة نسبيًا. تم التوقيع على وقف لإطلاق النار في عام 2003 بين الحكومة البوروندية التي تسيطر عليها التوتسي وأكبر جماعة متمردة من الهوتو، المجلس الوطني للدفاع عن الديمقراطية - قوات الدفاع عن الديمقراطية.
في عام 2003، تم انتخاب زعيم فروديبو دوميتيان ندايزيي (الهوتو) رئيسًا. في أوائل عام 2005، تم تشكيل الحصص العرقية لتحديد المناصب في حكومة بوروندي. على مدار العام، جرت انتخابات للبرلمان والرئيس.
بيير نكورونزيزا (Hutu)، الذي كان في السابق زعيمًا لجماعة متمردة، تم انتخابه رئيسًا في عام 2005. اعتبارًا من عام 2008، كانت الحكومة البوروندية تتحدث مع قوات التحرير الوطنية Palipehutu التي يقودها الهوتو لإحلال السلام في بلد.

### اتفاقيات السلام
بدأ القادة الأفارقة سلسلة من محادثات السلام بين الفصائل المتحاربة بعد طلب من الأمين العام للأمم المتحدة بطرس بطرس غالي بالتدخل في الأزمة الإنسانية. بدأت المحادثات تحت رعاية الرئيس التنزاني السابق جوليوس نيريري في عام 1995؛ بعد وفاته، تولى رئيس جنوب أفريقيا نيلسون مانديلا الرئاسة. ومع تقدم المحادثات، قام كل من رئيس جنوب أفريقيا ثابو مبيكي ورئيس الولايات المتحدة بيل كلينتون بزيادة وزن كل منهما.
كان الهدف الرئيسي هو تحويل الحكومة البوروندية والجيش بشكل هيكلي من أجل سد الفجوة العرقية بين التوتسي والهوتو. كان من المقرر أن يتم في خطوتين رئيسيتين. أولاً، سيتم إنشاء حكومة انتقالية لتقاسم السلطة، مع تولي الرؤساء المناصب لمدة ثلاث سنوات. تضمن الهدف الثاني إعادة هيكلة القوات المسلحة، حيث سيتم تمثيل المجموعتين على قدم المساواة.
وكما بينت الطبيعة المطولة لمحادثات السلام، واجه الوسطاء والأطراف المتفاوضة عدة عقبات. أولاً، اعتبر المسؤولون البورونديون أن الأهداف «غير واقعية» واعتبروا المعاهدة غامضة ومتناقضة ومربكة. ثانياً، وربما الأهم من ذلك، اعتقد البورونديون أن المعاهدة لن تكون ذات صلة بدون وقف إطلاق النار المصاحب. وهذا يتطلب محادثات منفصلة ومباشرة مع الجماعات المتمردة. كان حزب الهوتو الرئيسي متشككا في عرض حكومة تقاسم السلطة. وزعموا أن التوتسي خدعهم في الاتفاقات السابقة.
في عام 2000، وقع الرئيس البوروندي المعاهدة، بالإضافة إلى 13 من 19 فصيلًا من الهوتو والتوتسي المتحاربين. استمرت الخلافات حول المجموعة التي ستترأس الحكومة الوليدة، ومتى سيبدأ وقف إطلاق النار. وكان المفسدون في محادثات السلام من مجموعات التوتسي والهوتو المتشددة الذين رفضوا التوقيع على الاتفاق. ونتيجة لذلك، اشتد العنف. وبعد ذلك بثلاث سنوات، وقّع الرئيس البوروندي ومجموعة الهوتو المعارضة الرئيسية، في قمة الزعماء الأفارقة في تنزانيا، اتفاقاً لإنهاء النزاع. تم منح الأعضاء الموقعين مناصب وزارية داخل الحكومة. ومع ذلك، ظلت مجموعات الهوتو المقاتلة الأصغر - مثل قوات التحرير الوطني - نشطة.

### تدخل الامم المتحدة
بين عامي 1993 و 2003، قامت العديد من جولات محادثات السلام، التي يشرف عليها القادة الإقليميون في تنزانيا وجنوب إفريقيا وأوغندا، بإبرام اتفاقيات لتقاسم السلطة تدريجياً لإرضاء غالبية المجموعات المتنازعة. في البداية، تم نشر مفرزة دعم الحماية في جنوب إفريقيا لحماية القادة البورونديين العائدين من المنفى. أصبحت هذه القوات جزءًا من بعثة الاتحاد الأفريقي في بوروندي، التي تم نشرها للمساعدة في الإشراف على تشكيل حكومة انتقالية. في يونيو 2004، تدخلت الأمم المتحدة وتولت مسؤوليات حفظ السلام كإشارة على الدعم الدولي المتزايد لعملية السلام المتقدمة بشكل ملحوظ بالفعل في بوروندي.
كانت مهمة البعثة، بموجب الفصل السابع من ميثاق الأمم المتحدة، هي مراقبة وقف إطلاق النار. تنفيذ نزع سلاح المقاتلين السابقين وتسريحهم وإعادة إدماجهم ؛ دعم المساعدات الإنسانية وعودة اللاجئين والنازحين داخليا ؛ المساعدة في الانتخابات ؛ حماية الموظفين الدوليين والمدنيين البورونديين ؛ مراقبة الحدود البوروندية المزعجة، بما في ذلك وقف تدفقات الأسلحة غير المشروعة ؛ والمساعدة في تنفيذ الإصلاحات المؤسسية بما في ذلك الدستور والقضاء والقوات المسلحة والشرطة. وقد خصصت للبعثة 5650 فردا عسكريا و 120 شرطيا مدنيا ونحو 1000 فرد مدني دولي ومحلي. كانت المهمة تعمل بشكل جيد. لقد استفادت إلى حد كبير من الحكومة الانتقالية، التي عملت وهي في طور الانتقال إلى حكومة سيتم انتخابها شعبياً.
كانت الصعوبة الرئيسية في المراحل المبكرة هي استمرار المقاومة لعملية السلام من قبل آخر جماعة متمردة قومية من الهوتو. واصلت هذه المنظمة صراعها العنيف في ضواحي العاصمة على الرغم من وجود الأمم المتحدة. وبحلول يونيو 2005، توقفت الجماعة عن القتال وعاد ممثلوها إلى العملية السياسية. قبلت جميع الأحزاب السياسية صيغة لتقاسم السلطة بين الأعراق: لا يمكن لأي حزب سياسي الوصول إلى المكاتب الحكومية ما لم يتم دمجها عرقيا
تركزت مهمة الأمم المتحدة على تكريس ترتيبات تقاسم السلطة في دستور يتم التصويت عليه بشكل شعبي، بحيث يمكن إجراء الانتخابات وتشكيل حكومة جديدة. وتم نزع السلاح والتسريح وإعادة الإدماج بالتزامن مع التحضير للانتخابات. في فبراير 2005، تمت الموافقة على الدستور بأكثر من 90% من الأصوات الشعبية. وفي مايو ويونيو وأغسطس 2005، أجريت أيضًا ثلاث انتخابات منفصلة على المستوى المحلي للبرلمان والرئاسة.
بينما لا تزال هناك بعض الصعوبات فيما يتعلق بعودة اللاجئين وتأمين الإمدادات الغذائية الكافية للسكان الذين أنهكتهم الحرب، تمكنت البعثة من كسب ثقة وثقة غالبية القادة المتحاربين سابقًا، وكذلك السكان بشكل عام. وقد شاركت في العديد من مشاريع «الأثر السريع»، بما في ذلك إعادة تأهيل وبناء المدارس ودور الأيتام والعيادات الصحية وإعادة بناء البنية التحتية مثل خطوط المياه.

### 2006-2015

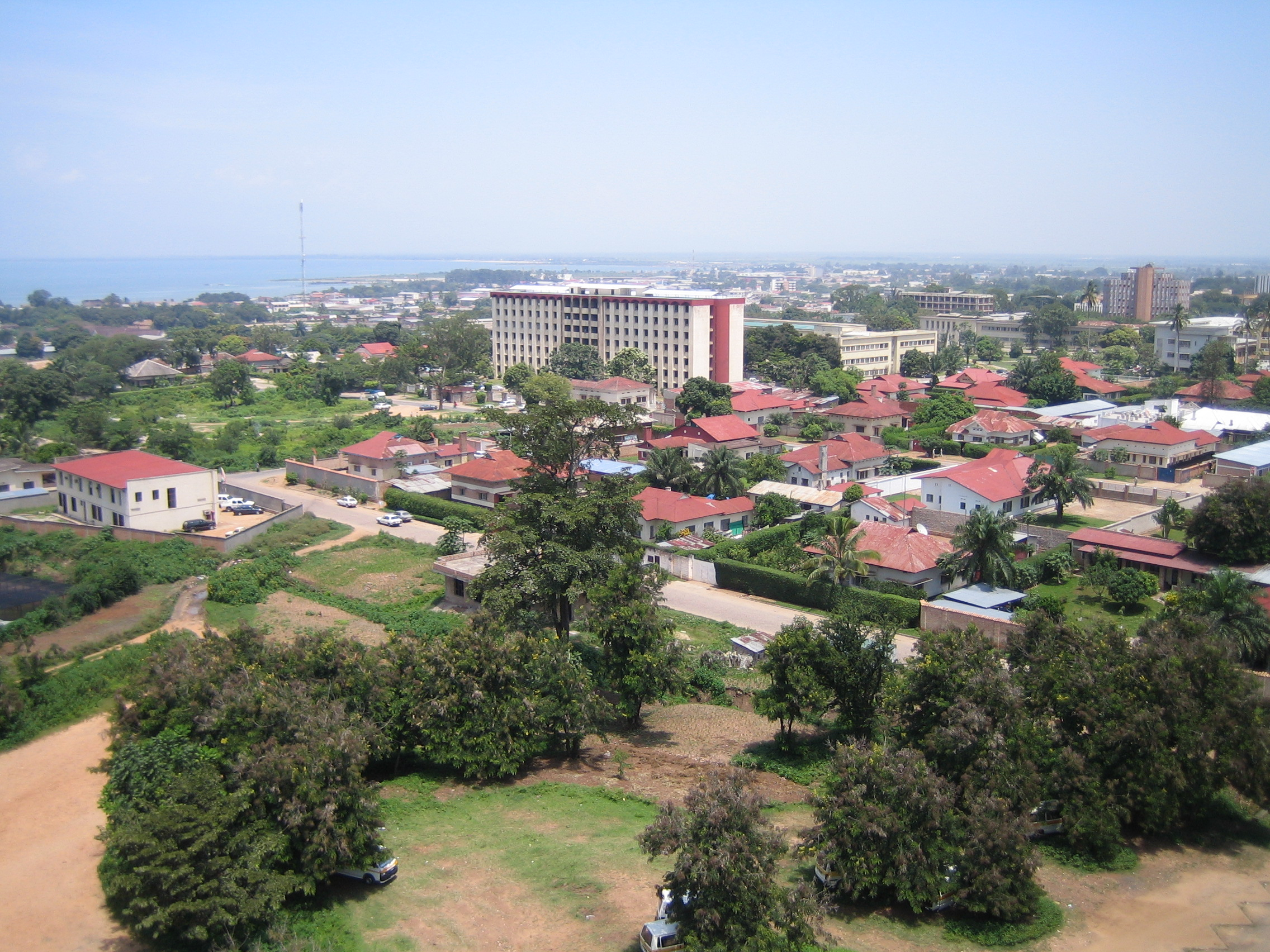
منظر للعاصمة بوجومبورا عام 2006.

بدأت جهود إعادة الإعمار في بوروندي حيز التنفيذ عمليا بعد عام 2006. وأغلقت الأمم المتحدة مهمتها لحفظ السلام وأعادت التركيز على المساعدة في إعادة الإعمار. من أجل تحقيق إعادة الإعمار الاقتصادي، قامت رواندا وجمهورية الكونغو الديمقراطية وبوروندي بإعادة إطلاق المجموعة الاقتصادية الإقليمية لدول منطقة البحيرات الكبرى. بالإضافة إلى ذلك، انضمت بوروندي، إلى جانب رواندا، إلى جماعة شرق أفريقيا في عام 2007.

### اضطرابات عام 2015
اندلعت الاحتجاجات في أبريل 2015 بعد أن أعلن الحزب الحاكم أن الرئيس بيير نكورونزيزا سيسعى إلى ولاية ثالثة في المنصب

## السياسة والحكومة
النظام السياسي في بوروندي هو أنها جمهورية ديمقراطية تمثيلية رئاسية على أساس التعددية الحزبية. رئيس بوروندي هو رئيس الدولة ورئيس الحكومة. يوجد حاليا 21 حزبا مسجلة في بوروندي. في 13 مارس 1992، أنشأ قائد الانقلاب التوتسي بيار بويويا دستور, والذي ينص على وجود عملية سياسية متعددة الأحزاب ويعكس المنافسة التعددية الحزبية. بعد ست سنوات، يوم 6 يونيو عام 1998، تم تغيير الدستور، توسيع مقاعد الجمعية الوطنية، ووضع ترتيبات لنائبيه. بسبب اتفاق أروشا، سنت بوروندي حكومة انتقالية في عام 2000.
السلطة التشريعية في بوروندي هو التجمع من مجلسين، يتألف من الجمعية الوطنية الانتقالية ومجلس الشيوخ الانتقالي. اعتبارا من عام 2004، ويتألف المجلس الوطني الانتقالي من 170 عضوا، مع الجبهة من أجل الديمقراطية في بوروندي عقد 38% من المقاعد، ويتم التحكم 10% من التجميع أجل التقدم الوطني. يتم التحكم اثنين وخمسين مقعدا من قبل أطراف أخرى. ينص الدستور تمثيل بوروندي في الجمعية الوطنية الانتقالية لتكون متسقة مع 60% من الهوتو، و 40% من التوتسي، و 30% عضوات، بالإضافة إلى ثلاثة أعضاء باتوا. ويتم انتخاب أعضاء الجمعية الوطنية عن طريق التصويت الشعبي ويخدم لمدة خمس سنوات.
مجلس الشيوخ الانتقالي لديها واحد وخمسين عضوا، ويتم حجز ثلاثة مقاعد للرؤساء السابقين. بسبب شروط في الدستور بوروندي، ويجب أن يكون 30% من أعضاء مجلس الشيوخ الإناث. وينتخب أعضاء مجلس الشيوخ من قبل هيئات انتخابية، والتي تتكون من أعضاء من كل من محافظات بوروندي والبلديات. لكل من ثمانية عشر محافظات بوروندي، ويتم اختيار واحد من الهوتو والتوتسي سناتور واحد. مصطلح واحد لمجلس الشيوخ الانتقالي خمس سنوات.
معا، السلطة التشريعية بوروندي ينتخب الرئيس لمدة خمس سنوات. رئيس بوروندي يعين مسؤولين لمجلس وزرائه، والتي هي أيضا جزء من السلطة التنفيذية. يمكن للرئيس أيضا اختيار أربعة عشر عضوا في مجلس الشيوخ الانتقالي للعمل في مجلس الوزراء. يجب أن يوافق أعضاء مجلس الوزراء من قبل ثلثي المجلس التشريعي في بوروندي. كما يختار الرئيس نائبين للرئيس. اعتبارا من 8 يونيو 2020، ورئيس بوروندي باسكال نيابندا. نائب الرئيس الأول هو غاستون سينديموو، ونائب الرئيس الثاني هو جوزيف بوتور.
وكور العليا (المحكمة العليا) هي أعلى محكمة في بوروندي. هناك ثلاث محاكم الاستئناف أدناه المحكمة العليا مباشرة. وتستخدم المحاكم الابتدائية كمحاكم القضائية في كل من محافظات بوروندي، فضلا عن 123 المحاكم المحلية.

### الدستور
تم اعتماد دستور بوروندي عن طريق الاستفتاء في 28 فبراير 2005 وصدر في 18 مارس 2005.
في 12 مايو 2017، تم الإعلان عن مشروع مراجعة لدستور بوروندي. تم الإعلان عن المسودة النهائية في 25 أكتوبر 2017، وتنص على إنشاء منصب رئيس الوزراء، والانتقال من فترة رئاسية مدتها خمس سنوات إلى سبع سنوات، وسيكون الحد الزمني متتاليًا وعتبة اعتماد ستنتقل القوانين من الثلثين إلى الأغلبية المطلقة. مع هذه التغييرات، يتم إلغاء اتفاقيات أروشا بحكم الواقع. في يناير 2018، أثناء حملة الاستفتاء، اعتقلت السلطات البوروندية معارضي التغييرات. وأخيرًا، ينص النص أيضًا على إمكانية استعادة الملكية.
تم إجراء الاستفتاء في 17 مايو 2018. وتم إصدار الإصلاح الدستوري في 21 مايو 2018.

### السياسة الخارجية
- حركة عدم الأنحياز.
- جواز سفر بوروندي.
- متطلبات الحصول على تأشيرة لمواطني بوروندي.

### حقوق الإنسان
- اتفاقية الأمم المتحدة لمكافحة الجريمة المنظمة.
- اتفاقية مناهضة التعذيب.
- القتل خارج نطاق القضاء.
- الجنود الأطفال في أفريقيا.
- البروتوكول الاختياري بشأن اشتراك الأطفال في النزاعات المسلحة.
- اتفاقية حقوق الطفل.
- قانون عمالة الأطفال.
- اتفاقية الحقوق السياسية للمرأة.
- مؤشر حرية الصحافة.
- حقوق المثليين في بوروندي.
- الحرية الدينية في بوروندي.
- الإشراف و الرقابة على الإنترنت حسب البلد.

## الجغرافيا

### المحميات الطبيعية
- اتفاقية حفظ أنواع الحيوانات البرية المهاجرة.
- اتفاقية وقاية النباتات الدولية.
- بروتوكول قرطاجنة بشأن السلامة الأحيائية.
- اتفاقية التنوع البيولوجي.
- حبق بوروندي.

### البيئة
- اتفاقية بازل.
- معاهدة الحظر الشامل للتجارب النووية.
- اتفاقية فيينا لحماية طبقة الأوزون.
- قائمة الدول حسب انبعاثات ثاني أكسيد الكربون.

## الاقتصاد

### الزراعة
الزراعة الحرفة الأساسية لدى سكان بوروندي، وتمارس الزراعة على المنحدرات وحول المجاري النهرية والوديان المنخفضة، وفي المناطق الشرقية من البلاد، والحاصلات الغذائية تشغل نصيباً كبيراً من الأرض الزراعية، فمنها الذرة، واليام، والكاسفا، والقمح، والشعير، وتمثل الحاصلات الزراعية في القطن والشاي والبن والتبغ ونخيل الزيت وإلى جانب الزراعة ثروة رعوية وغابية وقدرت الثروة الحيوانية سنة (1408 هـ -1988 م) بحوالي (43,000) من الماشية من الأغنام و(750,000) من الأغنام.

### العملة
- فرنك بوروندي.
- بنك جمهورية بوروندي.

### الطاقة
- قائمة محطات توليد الطاقة في بوروندي.
- قائمة الدول حسب استهلاك وإنتاج الطاقة.

## البنية التحتية

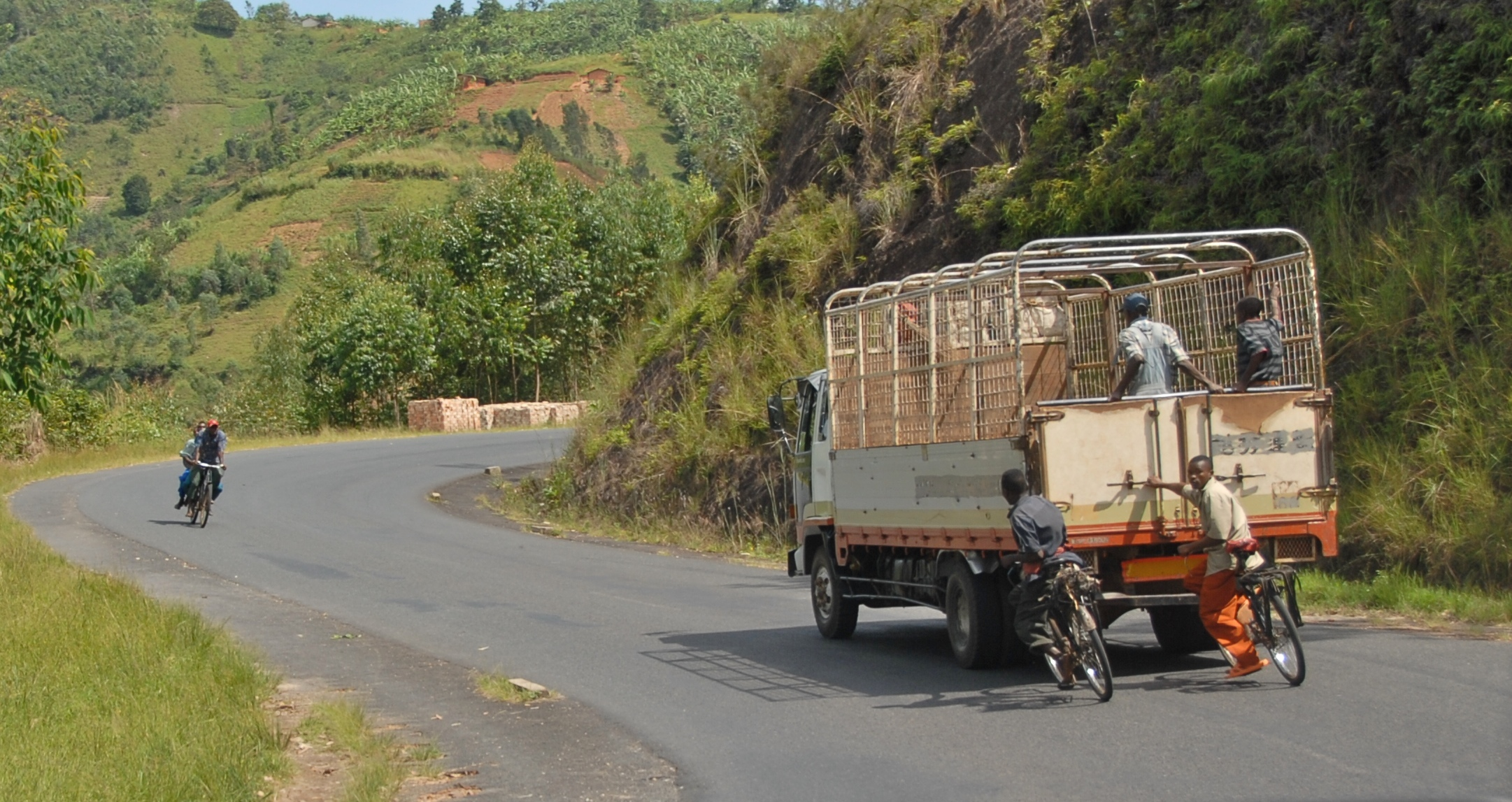
الدراجات هي وسيلة نقل شعبية في بوروندي.

هناك عدد من أنظمة النقل في بوروندي، بما في ذلك البنية التحتية للطرق والمياه القائمة، والتي تستخدم الأخيرة بحيرة تنجانيقا. علاوة على ذلك، هناك أيضا بعض المطارات في بوروندي.
من العوائق الكبيرة التي تعترض التنمية الاقتصادية في بوروندي نقص وسائل النقل المناسبة. البلاد لديها خدمات عبارات محدودة على بحيرة تنجانيقا، وعدد قليل من وصلات الطرق إلى البلدان المجاورة، ولا توجد خطوط سكك حديدية، ومطار واحد فقط مع مدرج معبّد. النقل العام محدود للغاية وتقوم شركات الحافلات الخاصة بتشغيل الحافلات على الطريق إلى كيغالي ولكن ليس إلى تنزانيا أو جمهورية الكونغو الديمقراطية.

### الطرق
يبلغ إجمالي الطرق 12،322 كيلومترًا (7657 ميلًا) اعتبارًا من عام 2004، وحوالي 7 بالمائة فقط منها ممهدة وتبقى مفتوحة في جميع الأحوال الجوية. يتم تصنيف الباقي كطرق أو مسارات محلية. في عام 2003، كان هناك 24000 سيارة ركاب و 23500 مركبة تجارية. على الورق هناك 90 حافلة عامة في البلاد ولكن القليل منها يعمل. النقل محدود للغاية وتقوم شركات الحافلات الخاصة بتشغيل الحافلات على الطريق إلى كيغالي ولكن ليس إلى تنزانيا أو جمهورية الكونغو الديمقراطية.

### الممرات المائية
يتم استخدام بحيرة تنجانيقا للنقل، مع وجود الميناء الرئيسي على البحيرة بوجومبورا. يتم نقل معظم البضائع إلى الممرات المائية.
اعتبارًا من مايو 2015، تربط عبّارة ركاب وبضائع بين بوجمبورا وكيغوما في تنزانيا.

### المطارات والخدمات الجوية

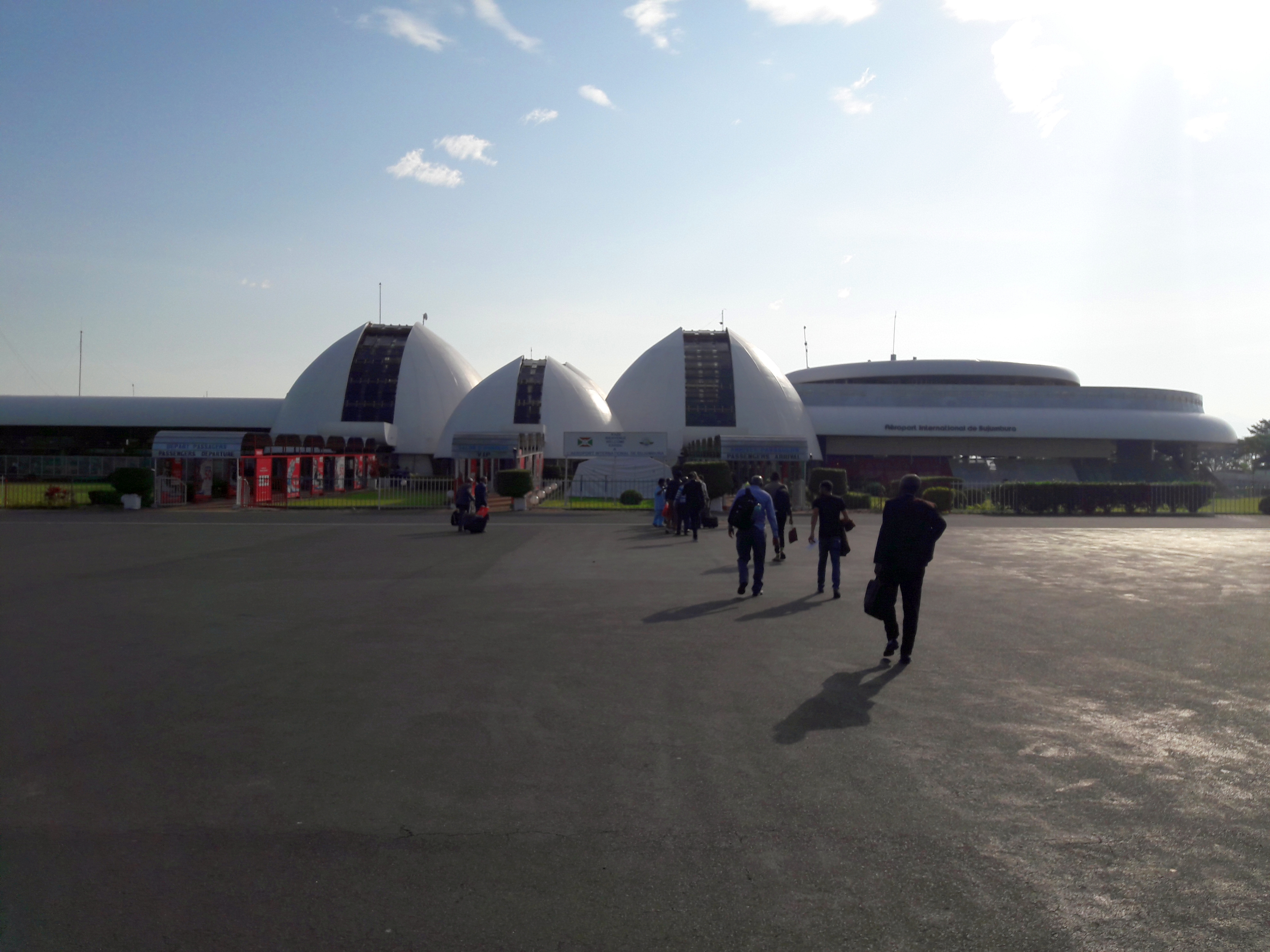
الوصول إلى مطار بوجومبورا الدولي.

تمتلك بوروندي ثمانية مطارات، واحد منها مدارج معبدة، يتجاوز طولها 3،047. مطار بوجومبورا الدولي هو المطار الرئيسي في البلاد والمطار الوحيد في البلاد مع مدرج معبد. هناك أيضًا عدد من مهابط هليكوبتر.
اعتبارًا من مايو 2015، كانت الخطوط الجوية التي تخدم بوروندي هي: خطوط بروكسل الجوية، والخطوط الجوية الإثيوبية، وفلاي دبي، والخطوط الجوية الكينية، ورواند للطيران. كيغالي هي المدينة التي تغادر بشكل يومي.

### السكك الحديدية
لا تمتلك بوروندي أي بنية أساسية للسكك الحديدية، على الرغم من وجود مقترحات لربط بوروندي بجيرانها عبر السكك الحديدية.
في اجتماع عُقد في أغسطس 2006 مع أعضاء الجبهة الوطنية الرواندية، أكد وو قوان تشنغ، من الحزب الشيوعي الصيني، عزم جمهورية الصين الشعبية على تمويل دراسة جدوى بناء خط سكة حديد يربط في إيساكا بالخطوط الحالية شبكة السكك الحديدية التنزانية، وتعمل عبر كيغالي في رواندا حتى بوروندي. تستخدم السكك الحديدية التنزانية مقياس 1000 مم (3 قدم 3 3⁄8 بوصة) متر، على الرغم من أن تازارا والدول المجاورة الأخرى، بما في ذلك جمهورية الكونغو الديمقراطية  تستخدم مقياس 3 قدم 6 بوصة (1،067 مم)، مما يؤدي إلى بعض الإمكانات الصعوبات.
تم إطلاق مشروع آخر في نفس العام، والذي يهدف إلى ربط بوروندي ورواندا (التي ليس لديها أيضًا خطوط سكك حديدية) جمهورية الكونغو الديمقراطية وزامبيا، وبالتالي إلى بقية الجنوب الأفريقي. وفي اجتماع لافتتاح هيئة تنسيق المرور العابر وتنسيق الممر الشمالي، دعمت حكومتا أوغندا وبوروندي السكة الحديد الجديدة المقترحة من السكك الحديدية الغربية الأوغندية في كاسيزي إلى جمهورية الكونغو الديمقراطية.
بالإضافة إلى ذلك، تمت إضافة بوروندي إلى مشروع سكة حديد مخطط لربط تنزانيا ورواندا.
- 2013

بدأ مشروع في نوفمبر 2013 لبناء خط قياس قياسي من مومباسا، كينيا، إلى بوروندي، عبر رواندا وأوغندا. سيحتوي الخط الرئيسي من مومباسا أيضًا على فروع في اتجاهات أخرى، بما في ذلك إثيوبيا وجمهورية الكونغو الديمقراطية.

## السكان

### العرقيات
تشمل الجماعات العرقية في بوروندي المجموعات الرئيسية الثلاث الأصلية من الهوتو والتوتسي والتوا والتي تم التأكيد عليها إلى حد كبير في دراسة تاريخ البلاد بسبب دورها في تشكيلها من خلال الصراع والتوطيد. إن التكوين العرقي لبوروندي مماثل لرواندا المجاورة. بالإضافة إلى ذلك، ساهمت الهجرة الأخيرة أيضًا في التنوع العرقي في بوروندي. على مدار تاريخ الدولة، اختلفت العلاقة بين الجماعات العرقية، اعتمادًا إلى حد كبير على العوامل السياسية والاقتصادية والاجتماعية الداخلية وكذلك العوامل الخارجية مثل الاستعمار. شهد عصر ما قبل الاستعمار، على الرغم من وجود انقسامات بين المجموعات الثلاث، تماسكًا عرقيًا وسيولة أكبر يعتمد على العوامل الاجتماعية والاقتصادية. خلال الفترة الاستعمارية تحت الحكم الألماني ثم البلجيكي، عانت الجماعات العرقية في بوروندي من طبقات أكبر وترسيخًا من خلال الحجج البيولوجية التي تفصل بين المجموعات والحكم الاستعماري غير المباشر الذي زاد من توترات المجموعة. شهدت بوروندي ما بعد الاستقلال تكرار العنف بين الأعراق خاصة في الساحة السياسية التي امتدت بدورها إلى المجتمع ككل مما أدى إلى وقوع العديد من الضحايا على مر العقود. عملت اتفاقية أروشا على إنهاء التوترات العرقية التي استمرت لعقود، وقد أعلنت الحكومة البوروندية التزامها بخلق التماسك العرقي في البلاد منذ ذلك الحين، ولكن موجات العنف والخلافات الأخيرة تحت قيادة بيير نكورونزيزا قلقت بعض الخبراء من احتمال ظهور عرق جديد عنف. بالنظر إلى الطبيعة المتغيرة للإثنية والعلاقات العرقية في البلاد، تعامل العديد من العلماء مع الموضوع نظريًا للتوصل إلى حجج أو تفسيرات بدائية وبناءة ومختلطة حول التفسيرات العرقية في بوروندي.

### الدين
- لا يوجد إحصائيات دقيقة لنسب الأديان في بوروندي، ولكنها تقدر على النحو الآتي:

60 % من السكان كاثوليك، 2.5% من السكان مسلمين، 30 % مجموعات مسيحية مختلفة و5% ديانات محلية . ترتفع نسبة المسلمين بين الأجانب ويقدر عدد المسلمين بحوالي (296,130 نسمة) [بحاجة لمصدر]،وصل الإسلام بوروندي من شرقي أفريقيا، حيث كانت قوافل الدعاة والتجار تتحرك بين الساحل والداخل، وازدهرت الدعوة الإسلامية في بوروندي في عهد سلاطين زنجبار.

### اللغات
كانت بوروندي تقليديا بلغتين رسميتين وهما الكيروندية والفرنسية. في عام 2015، تم اعتماد قانون جديد جعل اللغة الإنجليزية هي اللغة الرسمية الثالثة للبلاد. من بين هؤلاء، يتم التحدث عن الكيروندية فقط من قبل الغالبية العظمى من السكان. تم الاعتراف بها كلغة وطنية من قبل الدستور البوروندي لعام 2005.
بوروندي غير عادية بين الدول الأفريقية في وجود لغة أصلية واحدة يتقاسمها جميع سكانها. في أحد التقديرات، يتحدث 98 بالمائة من البورونديين لغة الكيروندي. تحت الحكم الاستعماري البلجيكي (1919–1962)، تم تعليم كيروندي بينما تم تشجيع السواحيلية تحت الحكم الألماني (1894–1916). في السنوات الأخيرة، شجعت الحكومة البوروندية على استخدام لغة كيروندي كوسيلة لتوحيد المجموعات العرقية المختلفة في البلاد.
تعتبر الدولة جزءًا من الفرنكوفونية. كإرث للحكم الاستعماري البلجيكي، تلعب الفرنسية دورًا مهمًا في الحكومة، والأعمال التجارية، والطبقات المتعلمة ولكن فقط ما بين 3 و 10 بالمائة من السكان يتحدثون اللغة بطلاقة. غالبًا ما تتضمن الفرنسية العامية البوروندية أيضًا كلمات مستعارة من الكيروندية ولينغالا ولغات أخرى. تتحدث أقلية مهمة اللغة الفرنسية ويتم التحدث بها بشكل رئيسي كلغة ثانية، أو لغة فرنسية، أو من قبل المقيمين الأجانب في البلاد. تم اعتماد اللغة الإنجليزية كجزء من التحركات نحو التكامل الإقليمي مع جماعة شرق أفريقيا ولكن لها حضور فعال قليل في البلاد.
تشمل اللغات المنطوقة في بوروندي اللغة السواحيلية التي يتم التحدث بها على نطاق واسع في منطقة البحيرات الكبرى. يتم استخدامه بشكل خاص في التجارة وفيما يتعلق بالأقلية المسلمة في البلاد أو بالهجرة من أماكن أخرى في شرق أفريقيا.

## الصحة

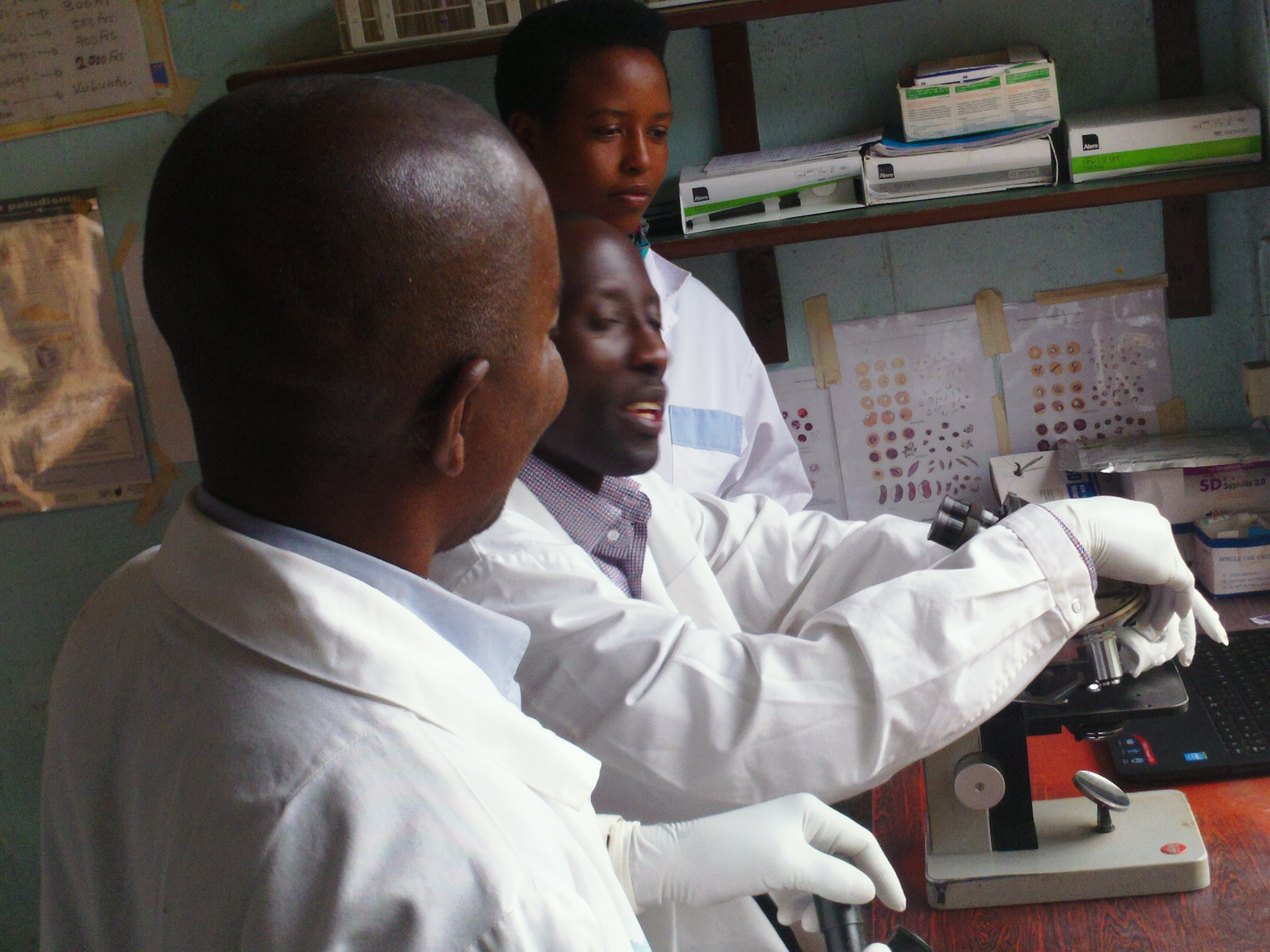
تحسين الصحة في بوروندي.

بوروندي لديها أشد معدلات الجوع وسوء التغذية من بين 120 دولة مصنفة في مؤشر الجوع العالمي. أوقفت الحرب الأهلية عام 1962 التطورات الطبية في البلاد. دخلت بوروندي مرة أخرى في دورة عنيفة في عام 2015، مما عرض مواطني الرعاية الطبية البوروندية للخطر. مثل العديد من بلدان أفريقيا جنوب الصحراء الكبرى، تستخدم بوروندي الطب الأصلي بالإضافة إلى الطب الحيوي. طلبت السلطات الصحية البوروندية في الثمانينيات من برنامج الأمم المتحدة الإنمائي دعم تطوير مراقبة الجودة وبدء بحث جديد عن الأدوية من النباتات الطبية. وفي الوقت نفسه، تم تأسيس جمعية بوروندي للممارسين التقليديين، والتي تعاونت مع الوكالة الحكومية لإنشاء مركز أبحاث الطب التقليدي وتعزيزه في بوروندي. وقد دعم التدفق الأخير للمساعدات الدولية عمل أنظمة الصحة الطبية الحيوية في بوروندي. جيسون فادر، المبشر الطبي الأمريكي، هو حاليًا واحد من 14 طبيبًا يعملون في بوروندي. ومع ذلك، فإن عمال الإغاثة الدوليين ظلوا تقليديًا بعيدين عن طب السكان الأصليين في بوروندي. حتى عام 2015، يموت حوالي 1 من كل 10 أطفال في بوروندي قبل سن الخامسة بسبب أمراض يمكن الوقاية منها وعلاجها مثل الالتهاب الرئوي والإسهال والملاريا. أدى العنف الحالي في بوروندي إلى تقييد وصول البلاد إلى الأدوية ومعدات المستشفيات. كان العمر المتوقع لبوروندي حتى 2015، 60.1 سنة. في عام 2013، أنفقت بوروندي 8% من ناتجها المحلي الإجمالي على الرعاية الصحية. بينما يبلغ معدل الخصوبة في بوروندي 6.1 طفل لكل امرأة، فإن معدل الوفيات في البلاد هو 61.9 حالة وفاة لكل 1000 مولود حي. طبقاً منظمة الصحة العالمية، فإن متوسط العمر المتوقع في البلاد هو 58/62 سنة. تشمل الأمراض الشائعة في بوروندي الملاريا وحمى التيفوئيد.
أبرز منهم:-
- الصليب الأحمر البوروندي
- الإجهاض في بوروندي
- جائحة فيروس كورونا في بوروندي 2020
- اتفاقية المؤثرات العقلية
- معدلات وفيات الأطفال حسب البلد
- قائمة الدول حسب معدل انتشار الإيدز بين البالغين

## التعليم

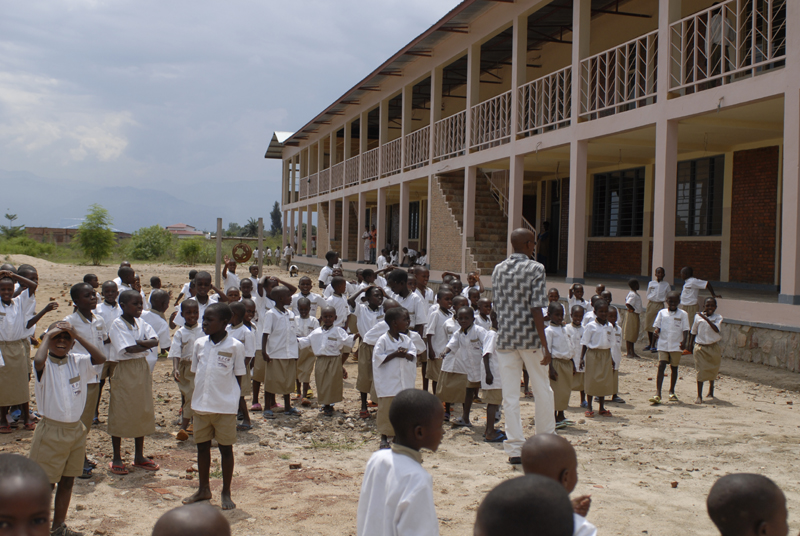
مدرسة كارولوس ماغنوس في بوروندي.

التعليم إلزامي في بوروندي لمدة ست سنوات، تتراوح أعمارهم بين 7 و 13 سنة. نظريًا، التعليم الابتدائي مجاني عند نقطة الاستخدام.
يمتد التعليم الابتدائي في بوروندي على ستة صفوف تتراوح أعمارهم بين 7 و 13 سنة. أما المستوى التعليمي التالي، المعروف باسم المرحلة الثانوية الدنيا، فيتألف من أربعة صفوف إضافية. تشمل المرحلة الثانوية العليا ثلاث درجات إضافية. يحضر الطلاب الامتحانات في عامهم الأخير من المدرسة الابتدائية لنهاية الدراسة الابتدائية (Certificat de Fin PrimEtudes Primaires) وكذلك الامتحانات في عامهم العاشر (Certificat du Tronc Commun) لتحديد أهليتهم للحصول على الثانوية العليا. وأخيرًا، يتم تعيين اختبار نهائي في السنة النهائية من المرحلة الثانوية العليا المعروفة باسم دبلومة نهاية الدراسة الثانوية (Diplôme de Fin d'Études Secondaires).
في عام 2015، كان المعدل الإجمالي للالتحاق بالمدارس الابتدائية للأطفال (الذين تتراوح أعمارهم بين 5-14) 61 في المائة. 26% من الأطفال في نفس الفئة العمرية يجمعون بين التعليم والعمل بأجر.  كان هناك معدل إتمام 66 في المائة للتعليم الابتدائي. كانت نسبة الطلاب إلى المعلمين في بوروندي في عام 2011 29.4: 1.
المستويات العامة للتعليم في بوروندي منخفضة. في عام 2011، كان معدل محو الأمية في البلاد حوالي 60 في المئة. وقعت الحكومة البوروندية على العديد من البروتوكولات الدولية لمكافحة عمل الأطفال.
في الممارسة العملية، غالبًا ما يختلف واقع نظام التعليم البوروندي عن هيكله القانوني. ألحق القتال أثناء الحرب الأهلية البوروندية (1993-2006) ضرراً خاصاً بنظام التعليم. تم تدمير حوالي 25 بالمائة من جميع مدارس الدولة، وقتل العديد من المعلمين أو أصبحوا مشردين داخليًا. كما يعيش أكثر من 6000 طفل بوروندي في مخيمات اللاجئين خارج بوروندي.
احتلت بوروندي المركز 130 في مؤشر الابتكار العالمي عام 2023. وتقدمت للمركز 127 في مؤشر عام 2024.

## الثقافة
تقوم ثقافة بوروندي على التقاليد المحلية والتأثير المشترك مع جيرانها.

### السينما و المسرح
- المهرجان الدولي للسينما والمواد السمعية البصرية في بوروندي.

## وسائل الإعلام
تسيطر الحكومة على وسائل الإعلام في بوروندي.

### الهاتف
في عام 2003 في بوروندي، كان هناك ما يقدر بثلاثة هواتف رئيسية لكل 1000 شخص. كان حوالي 4700 شخص على قائمة الانتظار لتركيب خدمة الهاتف. في نفس العام، كان هناك ما يقرب من تسعة هواتف محمولة قيد الاستخدام لكل 1000 شخص.

### حرية التعبير
على الرغم من عدم وجود قيود رسمية على التعبير أو الصحافة، فإن النظام يملك الصحيفة اليومية الوحيدة واثنين من محطات الإذاعة الرئيسية، ويقال أن المعلومات تميل نحو الآراء الموالية للحكومة.

### راديو والتلفزيون
راديو وتلفزيون بوروندي الوطني هو المذيع الوطني لدولة بوروندي في وسط أفريقيا. تبث الإذاعة والتلفزيون الوطني البوروندي حاليا باللغات الكيروندي والفرنسية والسواحيلية والإنجليزية.

## الرياضة

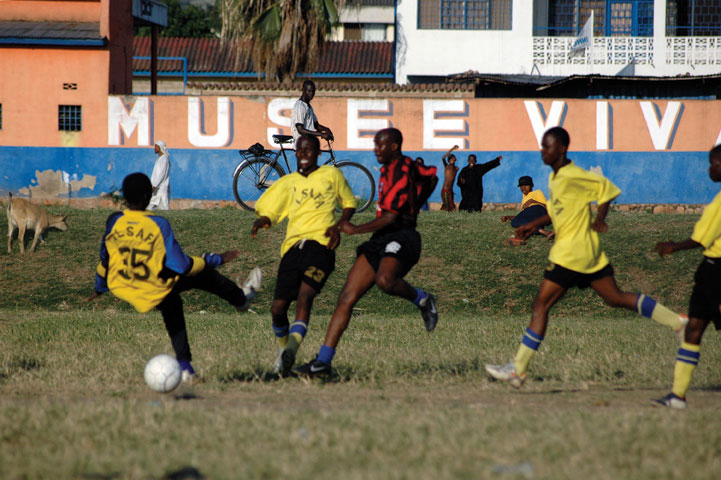
كرة القدم في بوروندي.

تأثرت كرة القدم في بوروندي بالحرب الأهلية التي اندلعت في بوروندي. قبل ذلك، كان أداء كرة القدم البوروندي جيدًا. كرة القدم هي الرياضة الأكثر شعبية في بوروندي.
وصل نادي كرة القدم إلى نهائي أرقى المسابقات الإفريقية. وصل انتر إلى نصف النهائي.
قبل ليلتين فقط من اندلاع الحرب في بوروندي، كان المنتخب الوطني في غينيا للعب المضيف في مباراة الإياب من التصفيات للتأهل كأس الأمم الأفريقية. وصل منتخب الشباب البوروندي إلى نصف نهائي كأس الأمم الأفريقية للشباب، كما تأهل إلى بطولة العالم للشباب في قطر.
في كأس العالم بلا مأوى، فازت بوروندي بكأس لعام 2006، وهزمت الأرجنتين في المباراة النهائية.
محمد تشيتيه هو أشهر لاعب كرة قدم بوروندي.
أبرز منهم:-
- بوروندي في الألعاب الأولمبية
- منتخب بوروندي لكرة القدم
- منتخب بوروندي تحت 20 سنة لكرة القدم
- منتخب بوروندي لكرة القدم للسيدات
- اتحاد بوروندي لكرة القدم
- كأس بوروندي
- دوري بوروندي الممتاز
- منتخب بوروندي لكرة السلة

## الأعياد والعطلات الرسمية
هذه قائمة بالعطلات الرسمية في بوروندي.
| التاريخ            | الاسم                    |
| ------------------ | ------------------------ |
| 1 يناير            | عيد رأس السنة            |
| 5 فبراير           | يوم الوحدة               |
| 6 أبريل            | يوم سيبريان نتارياميرا   |
| 1 مايو             | عيد العمال               |
| يختلف قيامة المسيح |                          |
| 1 يوليو            | عيد الاستقلال            |
| 15 أغسطس           | انتقال العذراء           |
| 13 أكتوبر          | يوم الأمير لويس رواغاسور |
| 21 أكتوبر          | نداداي                   |
| 1 نوفمبر           | عيد جميع القديسين        |
| 25 ديسمبر          | عيد الميلاد المجيد       |

## الرموز الوطنية

### العلم
تم اعتماد علم بوروندي بعد استقلال البلاد عن بلجيكا في 1 يوليو 1962. وقد مر بالعديد من المراجعات ويتكون الآن من ملح أبيض يقسم الحقل إلى مناطق حمراء وخضراء بالتناوب. يندمج مركز الملح في قرص أبيض، يوجد عليه ثلاثة نجوم حمراء سداسية صلبة محددة باللون الأخضر. النسبة الحالية هي 3: 5، والتي تم تغييرها من 2: 3 في 27 سبتمبر 1982.

علم من 1 يوليو 1962 إلى 28 نوفمبر 1966 (طبل البديل).
علم من 1 يوليو 1962 إلى 28 نوفمبر 1966.
تم استخدام العلم في 28 و 29 نوفمبر 1966.
علم من 29 نوفمبر 1966 إلى 28 مارس 1967.
علم من 28 مارس 1967 إلى 27 سبتمبر 1982.
يتميز العلم الوطني الحالي، المعتمد في 27 سبتمبر 1982، بأبعاد مختلفة قليلاً عن علم 1967.

### الشعار

شعار بوروندي.

يتكون شعار النبالة لبوروندي، المعتمد في عام 1966، من درع محاط بثلاث رماح. على الدرع هو شعار الأمة، وكذلك رأس الأسد. ويوجد خلف الدرع ثلاثة حراب أفريقي تقليدي متقاطع. تحت الدرع، يظهر الشعار الوطني لبوروندي في لفافة: (الفرنسية: «الوحدة والعمل والتقدم»).

### نشيد الوطني
بوروندي بواكو (Our Burundi) هو النشيد الوطني لبوروندي. كتب في لغة كيروندي من قبل مجموعة من الكتاب بقيادة جان بابتيست نتاهوكاجا، كاهن كاثوليكي، وألحان مارك بارينجايابو، تم اعتماده عند الاستقلال في عام 1962.
بلدنا بوروندي اللطيف 

خذ مكانك في حفلة الأمم 

نيل الاستقلال بنوايا مشرفة. 

جرح وكدمات، لقد بقيت سيد نفسك.
عندما جاءت الساعة، قمت، 

ارفع نفسك بفخر إلى صفوف الشعوب الحرة. 

ثم نستقبل تهاني الأمم 

تحية لأبنائك وبناتك. 

قد يرن اسمك من خلال الكون.
لدينا بوروندي، التراث المقدس من أجدادنا، 

معترف بها على أنها تستحق الحكم الذاتي 

بشجاعتك، لديك أيضًا شعور بالشرف. 

غنى مجد الحرية غزا مرة أخرى.
بوروندي، جديرة بحبنا الرقيق، 

نتعهد لخدمتكم النبيلة بأيدينا وقلوبنا وحياتنا. 

الله يرزقنا يبقينا لك تبجيلا 

تحت درع الوحدة 

في سلام وفرح ورخاء.

## مزيد من القراءة
- Abdallah, Ahmedou Ould Burundi on the Brink, 1993–95: A UN Special Envoy Reflects on Preventive Diplomacy
- Allen, J. A.؛ وآخرون (2003). Africa South of the Sahara 2004: South of the Sahara. New York, New York: Taylor and Francis Group. ISBN:1-85743-183-9. مؤرشف من الأصل في 2022-04-07.
- Bentley, Kristina and Southall, Roger An African Peace Process: Mandela, South Africa, and Burundi
- Chrétien, Jean-Pierre The Great Lakes of Africa: Two Thousand Years of History
- Daley, Patricia Gender and Genocide in Burundi: The Search for Spaces of Peace in the Great Lakes Region
- Gates، Henry Lewis؛ Anthony Appiah (1999). Africana: The Encyclopedia of the African and African American Experience. New York, New York: Basic Civitas Books. ISBN:0-465-00071-1. مؤرشف من الأصل في 2022-12-29.
- Ewusi, Kale and Akwanga, Ebenezer Burundi's Negative Peace: The Shadow of a Broken Continent in the Era of Nepad
- Jennings, Christian Across the Red River: Rwanda, Burundi and the Heart of Darkness
- Kidder, Tracy, Strength in What Remains (A biography of a Burundian immigrant to the U.S.)
- Krueger، Robert؛ Kathleen Tobin Krueger (2007). From Bloodshed to Hope in Burundi: Our Embassy Years during Genocide. Austin, Texas: University of Texas Press. ISBN:0-292-71486-6.
- Melady, Thomas Patrick Burundi: The Tragic Years
- Nivonzima, David and Fendell, Len Unlocking Horns: Forgiveness and Reconciliation in Burundi
- Uvin, Peter Life After Violence: A People's Story of Burundi
- Watt, Nigel Burundi: The Biography of a Small African Country
- Weinstein، Warren (2006). Historical Dictionary of Burundi. Metuchen, New Jersey: Scarecrow Press, Incorporated. ISBN:0-8108-0962-1. مؤرشف من الأصل في 2022-04-11. 1st. edition.

## وصلات خارجية
- الموقع الرسمي للحكومة البوروندية (بالفرنسية)
- Chief of State and Cabinet Members
- Burundi  على كتاب حقائق العالم
- Burundi from UCB Libraries GovPubs
- بوروندي على مشروع الدليل المفتوح
- Burundi from the بي بي سي نيوز
- أطلس ويكيميديا حول Burundi
- Key Development Forecasts for Burundi from International Futures